# Die Geschichtschreiber der deutschen Vorzeit
Die Geschichtschreiber der deutschen Vorzeit ist eine Reihe von deutschsprachigen Übersetzungen von mittelalterlichen Quellen zur deutschen Geschichte, die in drei Reihen seit 1847 erschien.
Vielfach sind sie Übersetzungen der Ausgaben des Originals bei der Monumenta Germaniae Historica (MGH), wie später auch die Übersetzungen in der Reihe Ausgewählte Quellen zur deutschen Geschichte des Mittelalters (Freiherr-vom-Stein-Gedächtnisausgabe) der MGH.
Die erste Reihe erschien 1847 bis 1892. Erster Herausgeber war Georg Heinrich Pertz, gefolgt nach dessen Tod 1876 von Wilhelm Wattenbach. Die MGH hatte ursprünglich auch eine Reihe deutscher Übersetzungen geplant, nur fehlten die finanziellen Mittel. Pertz trug anlässlich der Feier zum Vertrag von Verdun (er galt damals als Gründungsdatum des Deutschen Reichs) 1843 dem Minister Eichhorn des sehr geschichtsinteressierten preußischen Königs Friedrich Wilhelm IV. den Plan zu einer Übersetzungsreihe vor und hatte Erfolg. Unter Pertz erschienen 52 Lieferungen, nicht chronologisch, sondern je nach Fortschritt der einzelnen Übersetzer, dann schlief das Projekt ein und die Finanzierung wurde eingestellt. Erst nach dem Deutsch-Französischen Krieg war in den 1870er Jahren neues Interesse bei Buchhändlern, beim Publikum und offiziellen Stellen erwacht und das Projekt wurde fortgesetzt. Zu den Herausgebern gehörten anfangs offiziell auch Jacob Grimm, Karl Lachmann, Leopold Ranke, Carl Ritter, doch lag die Arbeit allein bei Pertz. Im gleichen Verlag Duncker erschienen im 19. Jahrhundert parallel die Jahrbücher der Deutschen Geschichte, ebenfalls zum deutschen Mittelalter.
Viele wurden bei Johnson Reprint (New York) nachgedruckt.

## 1. Reihe
Sie erschien bis 1847 bei Wilhelm Besser, ab 1850 bei Franz Duncker in Berlin. Da sie auch in der zweiten Reihe erschienen werden die Bände dort aufgeführt.
Die Gliederung ist beginnend mit der „Urzeit“ (römische Geschichtsschreiber) nach Jahrhunderten bis ins 15. Jahrhundert.

## 2. Reihe
Sie erschien 1884 bis 1928 zuerst bei Duncker, 1888 bei Lorentz und ab 1888 bei Dyk in Leipzig. Herausgeber waren Wilhelm Wattenbach und Oswald Holder-Egger.
- Band 1 und 2: Die Römerkriege aus Plutarch. Cäsar. Vellejus. Suetonius. Tacitus. Tacitus Germania, Leipzig 1884 (zuerst 1849, Band 1 auch 1913, Hrsg. Johannes Horkel, Wilhelm Wattenbach)
- Band 3: Auszüge aus Ammianus Marcellinus, Leipzig 1884 (zuerst 1879, auch 1923, Hrsg. Wilhelm Reeb)
- Band 4: Eugippius, Leben des heiligen Severin, Leipzig 1884 (zuerst 1878, auch 1912, Hrsg. Carl Rodenberg)
- Band 5: Jordanes Gothengeschichte nebst Auszügen aus seiner römischen Geschichte, Leipzig 1884 (auch 1913, Hrsg. Wilhelm Martens)
- Band 6: Prokop. Vandalenkrieg, Leipzig 1885 (auch 1913, Hrsg. David Coste)
- Band 7: Prokop. Gothenkrieg nebst Auszügen aus Agathias, sowie Fragmenten des Anonymus Valesianus und des Johannes von Antiochia, Leipzig 1885 (auch 1903, Hrsg. David Coste)
- Band 8 und 9: Zehn Bücher Fränkischer Geschichte vom Bischof Gregorius von Tours, Leipzig 1886 (zuerst 1851, auch 1911/1913, Hrsg. Wilhelm von Giesebrecht, Siegmund Hellmann)
- Band 10: Isidors Geschichte der Gothen, Vandalen, Sueven , nebst Auszügen aus der Kirchengeschichte des Beda Venerabilis, Leipzig 1887 (auch 1910, Hrsg. David Coste)
- Band 11: Die Chronik Fredegars und der Frankenkönige, die Lebensbeschreibungen des Abtes Columban, der Bischöfe Arnulf, Leodegar und Eligius, der Königin Balthilde, Leipzig 1888 (zuerst 1849, auch 1940, Hrsg. Otto Abel)
- Band 12: Leben des heiligen Gallus und des Abtes Otmar von Sanktgallen, Leipzig 1888 (von Wetti (Gallus),  Walahfrid Strabo (Otmar), zuerst 1859, Hrsg. August Potthast, Wilhelm Wattenbach)
- Band 13: Leben des h. Bonifazius von Wilibald, der h. Leoba von Rudolf von Fulda, des Abtes Sturmi von Eigil, des h. Lebuin von Hucbald, Leipzig 1888 (in der 3. Auflage 1920 (Hrsg. Michael Tangl) mit weiteren Viten von Bonifatius (Willibald bis Otloh), aber ohne die Vita des Lebuin von Hucbald, die sich zwischenzeitlich als unecht herausstellte)
- Band 14: Die Lebensbeschreibungen des heiligen Willibrord, Gregors von Utrecht, Liudgers und Willehads von Bremen, Leipzig 1888 (Lebensbeschreibung Willehad zuerst 1856, Hrsg. M. Laurent, Wilhelm Wattenbach, Georg Grandaur)
- Band 15: Paulus Diakonus und die übrigen Geschichtschreiber der Langobarden, Leipzig 1888 (auch 1939, Hrsg. Otto Abel)
- Band 16: Kaiser Karls Leben von Einhard, Leipzig 1888 (zuerst 1850, auch 1920, Hrsg. Michael Tangl)
- Band 17: Einhards Jahrbücher. Aus des Paulus Diakonus Geschichte der Bischöfe von Metz. Die letzten Fortsetzungen des Fredegar, Leipzig 1888  (zuerst 1850, Hrsg. Otto Abel, Wilhelm Wattenbach)
- Band 18: Lobgedicht auf Kaiser Ludwig und Elegien an König Pippin, Leipzig 1889 (Ermoldus Nigellus, zuerst 1856, 3. unveränderte Auflage 1940, Hrsg. Wilhelm Wattenbach, Theodor Gottfried Martin Pfund)
- Band 19: Die Lebensbeschreibungen Kaiser Ludwigs des Frommen, von Thegand und dem sog. Astronomus, Leipzig 1889 (zuerst 1850, auch 1941, Hrsg. Julius von Jasmund, Wilhelm Wattenbach)
- Band 20: Nithards vier Bücher Geschichten, Leipzig 1889 (zuerst 1851, auch 1911 von Ernst Müller, Hrsg. Julius von Jasmund)
- Band 21: Die Übertragung des h. Alexander von Rudolf und Meginhart, Leipzig 1889 (zuerst 1856, 3. unveränderte Auflage 1940, De miraculis sancti Alexandri, Hrsg. B. Richter in Berlin,[4] Wilhelm Wattenbach)
- Band 22: Leben der Erzbischöfe Anskar und Rimbert, Leipzig 1889 (zuerst 1856, 3. unveränderte Auflage 1939, Hrsg. Johann C. M. Laurent,[5] Johann Martin Lappenberg, Wilhelm Wattenbach)
- Band 23: Die Jahrbücher von Fulda und Xanten, Leipzig 1889 (zuerst 1852, 3. unveränderte Auflage 1941, Jahrbücher Kloster Fulda, Annales Xantenses, Hrsg. Carl Rehdantz, Wilhelm Wattenbach)
- Band 24: Die Annalen von St. Bertin und St. Vaast, Leipzig 1889 (zuerst 1857, auch 1941, Hrsg. Julius von Jasmund, Wilhelm Wattenbach)
- Band 25: Leben des Abtes Eigil von Fulda und der Aebtissin Hathumoda von Gandersheim nebst Übertragung des hl. Liborius und des hl. Vitus, Leipzig 1890 (auch 1888, Brun Candidus von Fulda, Agius von Corvey, Hrsg. Georg Grandaur, auch 1941)
- Band 26: Der Mönch von Sankt Gallen über die Thaten Karls des Grossen, Leipzig 1890 (zuerst 1850, ab der 5. Auflage 1911 Notker der Stammler, nachdem dessen Autorschaft gesichert war, Hrsg. Wilhelm Wattenbach)
- Band 27 und 28: Die Chronik des Abtes Regino von Prüm, Leipzig 1890 (zuerst 1857, in der Ausgabe 1890 mit Zuschreibung an Albertus Magdeburgensis, Band 28 Hrsg. Max Büdinger, Wilhelm Wattenbach, Band 27 in der Ausgabe 1913 Hrsg. Ernst Dümmler)
- Band 29: Aus Liudprands Werken, Leipzig 1890 (auch 1940, Hrsg. Karl von der Osten-Sacken, Wilhelm Wattenbach)
- Band 30: Ruotgers Leben des Erzbischofs Bruno von Köln, Leipzig 1890 (Hrsg. Julius von Jasmund, Wilhelm Wattenbach)
- Band 31, 1: Das Leben der Königin Mathilde, Leipzig 1891
- Band 31, 2: Das Leben Oudalrichs, Bischofs von Augsburg, Leipzig 1891 (von Gerhard von Augsburg, Hrsg. Georg Grandaur)
- Band 32: Der Hrotsuitha Gedicht über Gandersheims Gründung und die Thaten Kaiser Oddo I., Leipzig 1891 (Hroswitha von Gandersheim, auch 1941, Hrsg. Theodor Gottfried Martin Pfund, Wilhelm Wattenbach)
- Band 33: Widukinds Sächsische Geschichten, Leipzig 1891 (zuerst 1852, auch 1931, Hrsg. Reinhard Schottin, Paul Hirsch, Wilhelm Wattenbach)
- Band 34: Das Leben des Bischofs Adalbert von Prag, Leipzig 1891 (Hrsg. Hermann Hüffer)
- Band 35: Das Leben der Kaiserin Adalheid, Leipzig 1891 (von Odilo von Cluny, auch 1939, Hrsg. Wilhelm Wattenbach, Hermann Hüffer)
- Band 36: Die Jahrbücher von Quedlinburg, Leipzig 1891 (zuerst 1862, 3. unveränderte Auflage 1941, Hrsg. Eduard Winkelmann, Wilhelm Wattenbach)
- Band 37: Richers vier Bücher Geschichte, Leipzig 1891 (Richer von Reims, auch 1941, Hrsg. Karl von der Osten-Sacken, Wilhelm Wattenbach)
- Band 38: Ekkeharts IV Casus Sancti Galli nebst Proben aus den übrigen lateinisch geschriebenen Abtheilungen der St. Galler Klosterchronik, Leipzig 1891 (auch 1925, Hrsg. Gerold Meyer von Knonau, Placid Bütler)
- Band 39: Die Chronik des Thietmar von Merseburg, Leipzig 1892 (zuerst 1848, auch 1912, Hrsg. M. Laurent, Johannes Strebitzki, Wilhelm Wattenbach)
- Band 40 Die Lebensbeschreibung der Bischöfe Bernward und Godehard von Hildesheim, Leipzig 1892 (zuerst 1858)
- Band 41: Wipo, Das Leben Kaiser Konrad II. nebst Auszügen aus den Jahrbüchern von Sanct Gallen und der Schwäbischen Weltchronik, Leipzig 1892 (Hrsg. Wilhelm Pflüger, Wilhelm Wattenbach)
- Band 42: Die Chronik Herimanns von Reichenau, Leipzig 1893  (Hermann von Reichenau, Hrsg. K. Nobbe, Wilhelm Wattenbach)
- Band 43: Die Jahrbücher des Lambert von Hersfeld, Leipzig 1893 (Lampert von Hersfeld, zuerst 1883, Hrsg. Ludwig Friedrich Hesse, Wilhelm Wattenbach)
- Band 44: Adam’s von Bremen Hamburgische Kirchengeschichte, Leipzig 1893 (Adam von Bremen, auch 1926, Hrsg. Sigfried Heinrich Steinberg, Bernhard Schmeidler)
- Band 45: Brunos Buch vom Sächsischen Kriege, Leipzig 1893 (Brunonis de bello Saxonico liber, zuerst 1853, auch 1941, Hrsg. Wilhelm Wattenbach)
- Band 46: Die größeren Jahrbücher von Altaich, Leipzig 1893  (zuerst 1871, auch 1940, Hrsg. Ludwig Weiland)
- Band 47: Bertholds Fortsetzung der Chronik Hermanns von Reichenau, Leipzig 1893 (Berthold von Reichenau, auch 1941, Hrsg. Georg Grandaur)
- Band 48: Die Chronik Bernolds von Sankt Blasien, Leipzig 1893 (zuerst 1863, Bernold von St. Blasien, Hrsg. Eduard Winkelmann, Wilhelm Wattenbach)
- Band 49: Die Jahrbücher von Augsburg, Leipzig 1893 (zuerst 1879, Hrsg. Georg Grandaur)
- Band 50: Das Leben Kaiser Heinrich des Vierten, Leipzig 1893 (auch 1910, Hrsg. Philipp Jaffé, Wilhelm Eberhard, Wilhelm Wattenbach)
- Band 51: Die Chronik des Ekkehard von Aura, Leipzig 1893 (zuerst 1879, Hrsg. Wilhelm Pflüger in Chemnitz)
- Band 52: Chronik von Sanct Peter zu Erfurt 1100–1215, Leipzig 1893 (Hrsg. Georg Grandaur, Wilhelm Wattenbach)
- Band 53: Die Jahrbücher von Hildesheim, Leipzig 1893 (zuerst 1862, auch 1941, Hrsg. Eduard Winkelmann, Wilhelm Wattenbach)
- Band 54: Der sächsische Annalist, Leipzig 1894 (zuerst 1864, auch 1941, Hrsg. Eduard Winkelmann, Wilhelm Wattenbach)
- Band 55: Herbords Leben des Bischofs Otto von Bamberg, Leipzig 1894 (zuerst 1869, auch 1941, Hrsg. Hans Prutz, Wilhelm Wattenbach)
- Band 56: Helmolds Chronik der Slaven, Leipzig 1894 (zuerst 1852, auch 1910, Helmold von Bosau Chronica Slavorum, Hrsg. Johann C. M. Laurent, Wilhelm Wattenbach, Johann Martin Lappenberg)
- Band 57: Der Chronik des Bischofs Otto von Freising sechstes und siebentes Buch, Leipzig 1894 (Hrsg. Horst Kohl)
- Band 58: Die Chronik des Otto von St. Blasien, Leipzig 1894 (Hrsg. Horst Kohl)
- Band 59: Thaten Friedrichs, Leipzig 1894 (Otto von Freising, auch 1911, Hrsg. Horst Kohl)
- Band 60: Rahewins Fortsetzung der Thaten Friedrichs von Bischof Otto von Freising, Leipzig 1894 (Hrsg. Horst Kohl)
- Band 61: Die Jahrbücher von Pöhlde, Leipzig 1894 (zuerst 1863, Hrsg. Eduard Winkelmann, Wilhelm Wattenbach)
- Band 62: Die Chronik von Stederburg, Leipzig 1895 (zuerst 1866, Hrsg. Eduard Winkelmann, Wilhelm Wattenbach)
- Band 63: Die Jahrbücher von Magdeburg (Chronographus Saxo), Leipzig 1895  (zuerst 1863, zuletzt 1941, Hrsg. Eduard Winkelmann, Wilhelm Wattenbach, Magdeburger Annalen)
- Band 64: Leben des heiligen Norbert Erzbischofs von Magdeburg, nebst der Lebensbeschreibung des Grafen Gottfried von Kappenberg und Auszügen aus verwandten Quellen, Leipzig 1895 (zuerst 1881, Hrsg. Gustav Hertel, Wilhelm Wattenbach)
- Band 65: Des Dekans Cosmas Chronik von Böhmen, Leipzig 1895 (zuerst 1885, Hrsg. Georg Grandaur)
- Band 66: Die Fortsetzungen des Cosmas von Prag, Leipzig 1895 (Hrsg. Georg Grandaur)
- Band 67: Die Jahrbücher von Vincenz und Gerlach, Leipzig 1895 (Hrsg. Georg Grandaur)
- Band 68: Eine alte Genealogie der Welfen und des Mönchs von Weingarten Geschichte der Welfen mit den Fortsetzungen und einem Anhang aus Berthold von Zwiefalten, Leipzig 1895 (Hrsg. Georg Grandaur)
- Band 69:  Die großen Kölnischen Jahrbücher. Leipzig 1896 (zuerst 1867, Ausgabe 1941 als Die Kölner Königschronik, Hrsg. Wilhelm Wattenbach, Carl Platner)[6]
- Band 70: Die Jahrbücher von Sanct Jacob in Lüttich. Die Jahrbücher Lamberts des Kleinen. Leipzig 1896 (zuerst 1881, Hrsg. Carl Platner) (Digitalisat)
- Band 71: Die Chronik des Arnolds von Lübeck. Leipzig 1896 (zuerst 1853, Hrsg. Wilhelm Wattenbach, Johann Martin Lappenberg, Johann C. M. Laurent)
- Band 72: Die Chronik des Albert von Stade. Leipzig 1896 (weitere Auflage 1940, Hrsg. Franz Wachter)
- Band 73: Auszüge aus der größeren Chronik des Matthäus von Paris. Leipzig 1896 (Hrsg. Georg Grandaur, Wilhelm Wattenbach)
- Band 74: Die Jahrbücher von Marbach. Leipzig 1896 (Marbacher Annalen, Hrsg. Georg Grandaur)
- Band 75: Annalen und Chronik von Kolmar. Leipzig 1897 (zuerst 1867, Hrsg. Hermann Pabst, Wilhelm Wattenbach)
- Band 76 und 77: Die Jahrbücher von Genua. Leipzig 1897, 1898 (zuerst 1866 Hrsg. Wilhelm Arndt, Wilhelm Wattenbach, 1881, Georg Grandaur, später Oswald Holder-Egger)
- Band 78: Die Werke des Abtes Hermann von Altaich nebst den Fortsetzungen seiner Jahrbücher und anderen Altaicher Aufzeichnungen. Leipzig 1898 (Hrsg. Ludwig Weiland, Oswald Holder-Egger)
- Band 79 und 80: Das Leben Kaiser Heinrichs des Siebenten. Berichte der Zeitgenossen über ihn., Leipzig 1898 (unter anderem Chroniken von Nikolaus von Butrinto, Hrsg. Walter Friedensburg)
- Band 81 und 82: Quellen zur Geschichte Kaiser Ludwigs des Baiern., Leipzig 1898 (zuerst 1883, 1887, u. a. Chroniken von Albertino Mussato, Giovanni Villani, Mönch von Fürstenfeld, Hrsg. Walter Friedensburg)
- Band 83: Kaiser Karls IV. Jugendleben von ihm selbst erzählt, Leipzig 1899 (Hrsg. Ludwig Oelsner)
- Band 84: Die Chronik des Mathias von Neuenburg, Leipzig 1899 (Hrsg. Georg Grandaur, 1912 Ludwig Weiland).
- Band 85: Kaiser- und Papstgeschichte von Heinrich dem Tauben (früher Heinrich von Rebdorf), Leipzig 1899 (zuerst 1883, Hrsg. Georg Grandaur, Chronik Heinrichs Taube von Selbach)
- Band 86: Das Buch gewisser Geschichten von Abt Johann von Victring, Leipzig 1899 (zuerst 1888, Hrsg. Walter Friedensburg, Liber certarum historiarum)
- Band 87: Das Leben König Sigmunds von Eberhard Windecke, Leipzig 1899  (zuerst 1886, Kaiser Sigismunds Buch, Hrsg. Theodor von Hagen,[7] Oswald Holder-Egger)
- Band 88 und 89: Aeneas Silvius: Die Geschichte Kaiser Friedrichs III von Aeneas Silvius, Leipzig 1899 (Hrsg. Theodor Ilgen)
- Band 90: Die Geschichte Friedrichs III und Maximilians I, Leipzig 1899 (Josef Grünpeck, Hrsg. Theodor Ilgen)
- Band 91: Das Leben des Bischofs Benno II. von Osnabrück (Norbertus Iburgensis), Leipzig 1910 (Hrsg. Michael Tangl)
- Band 92: Die Briefe des heiligen Bonifatius, Leipzig 1912 (Hrsg. Michael Tangl)
- Band 93, 94: Die Chronik des Salimbene von Parma, 2 Bände, Leipzig 1914 (Übersetzer Alfred Doren)
- Band 95: Das Register Innocenz' über die Reichsfrage 1189–1209, Leipzig 1923 (Hrsg. Georgine Tangl)
- Band 96: Das Leben des Bischofs Otto von Bamberg von einem Prüfeninger Mönch, Leipzig 1928 (Hrsg. Adolf Hofmeister)

Ein Register erschien nur 1911 für die Bände 1 bis 90 der zweiten Reihe.

## 3. Reihe
Sie erschien ab 1943. Herausgeber war Karl Langosch. Sie erschien bei Wiegandt in Leipzig und Böhlau in Münster und Köln.
- Band 30: Ruotger von Köln: Lebenbeschreibung des heiligen Erzbischofs Bruno von Köln (Hrsg. Irene Schmale-Ott), Böhlau 1954
- Band 83: Kaiser Karls IV. Jugendleben und St.-Wenzels-Legende (Ludwig Oelsner, Hrsg. Anton Blaschka), Böhlau 1956
- Band 97: Das Leben der Liutbirg (Übers. Ernst Witte), Wiegandt 1944
- Band 98: Die Briefe Kaiser Heinrichs IV. mit den Quellen zu Canossa (Übersetzer Karl Langosch), Böhlau 1954
- Band 99: Die Chronik der Grafen von der Mark. Levold von Northof (Übersetzer Hermann Flebbe), Böhlau 1955
- Band 100: Caesarius von Heisterbach:  Leben, Leiden und Wunder des heiligen Erzbischofs Engelbert von Köln (Übers. von Karl Langosch nach dem Text der MGH), Böhlau 1955
- Band 101: Gunther von Pairis:  Die Geschichte der Eroberung von Konstantinopel (Übersetzer Erwin Assmann), Böhlau 1956
- Band 102: Ekkehard IV.: Die Geschichten des Klosters St. Gallen (Übers. von Hanno Helbling, Karl Langosch), Böhlau 1958
- Band 103: Pytheas von Marseille: Über das Weltmeer (Übers. Dietrich Stichtenoth), Böhlau 1959
- Band 104: Enea Silvio Piccolomini: Der Brieftraktat an Martin Mayer und Jakob Wimpfelings Antworten und Einwendungen gegen Enea Silvio (Responsa et replice ad Eneam Silvium), Hrsg. Adolf Schmidt, Köln: Böhlau 1962